# Jordan Parise
Jordan Robert Parise (Faribault, 19 settembre 1982) è un ex hockeista su ghiaccio statunitense di ruolo portiere, figlio di Jean-Paul e fratello maggiore di Zach, entrambi giocatori della National Hockey League.

## Carriera
Jordan giocò per due stagioni nella United States Hockey League prima di iscriversi nel 2003 alla University of North Dakota, la stessa università scelta dal fratello Zach. Difese per tre stagioni la porta dei North Dakota Fighting Sioux vincendo un titolo e stabilendo il nuovo record per l'università di gol subiti a gara, con 2.14.
Parise senza essere stato scelto al Draft fu ingaggiato dai New Jersey Devils il 14 luglio 2006. Per le due stagioni successive giocò nell'organizzazione dei Devils presso il farm team dei Lowell Devils, squadra della American Hockey League. Due dei suoi compagni di squadra erano Stephen Gionta e Mike Pandolfo; tutti i loro fratelli (Zach Parise, Brian Gionta e Jay Pandolfo) a quel tempo militavano nei Devils in NHL. Per la prima volta tre coppie di fratelli giocavano all'interno della stessa organizzazione della NHL. Dopo un infortunio all'anca subito nel corso della stagione 2007-2008 Jordan lasciò il Nordamerica per trasferirsi in Europa.
Nella stagione 2008-2009 giocò in Austria per l'EC Red Bull Salzburg. Parise tornò negli Stati Uniti iniziando la stagione con tredici presenze in ECHL come backup dei Wheeling Nailers. Parise finì la stagione 2009-10 tornando nella EBEL con la maglia del Klagenfurt AC. Fra il 2010 ed il 2012 giocò in altre leghe europee, in Norvegia e in Germania, giocando inoltre cinque partite nella DEL.
Il 21 agosto 2012 Parise firmò un contratto annuale con l'HC Valpellice, squadra della Serie A italiana. Con i piemontesi vinse la Coppa Italia, tuttavia al termine della stagione si ritirò dall'attività agonistica per motivi professionali.

## Palmarès

### Club
- Coppa Italia: 1

Valpellice: 2012-2013
- Western Collegiate Hockey Association: 1

University of North Dakota: 2005-2006

### Individuale
- WCHA Tournament MVP: 1

2005-2006